# Dichiarazione universale dei diritti umani
(Art. 1 della Dichiarazione universale dei diritti umani)
La Dichiarazione universale dei diritti umani, anche nota come Dichiarazione universale dei diritti dell'uomo, è un documento sui diritti della persona, adottato dall'Assemblea generale delle Nazioni Unite nella sua terza sessione, il 10 dicembre 1948 a Parigi con la risoluzione 219077A. La sua sigla in inglese è UDHR (Universal Declaration of Human Rights).

## Storie

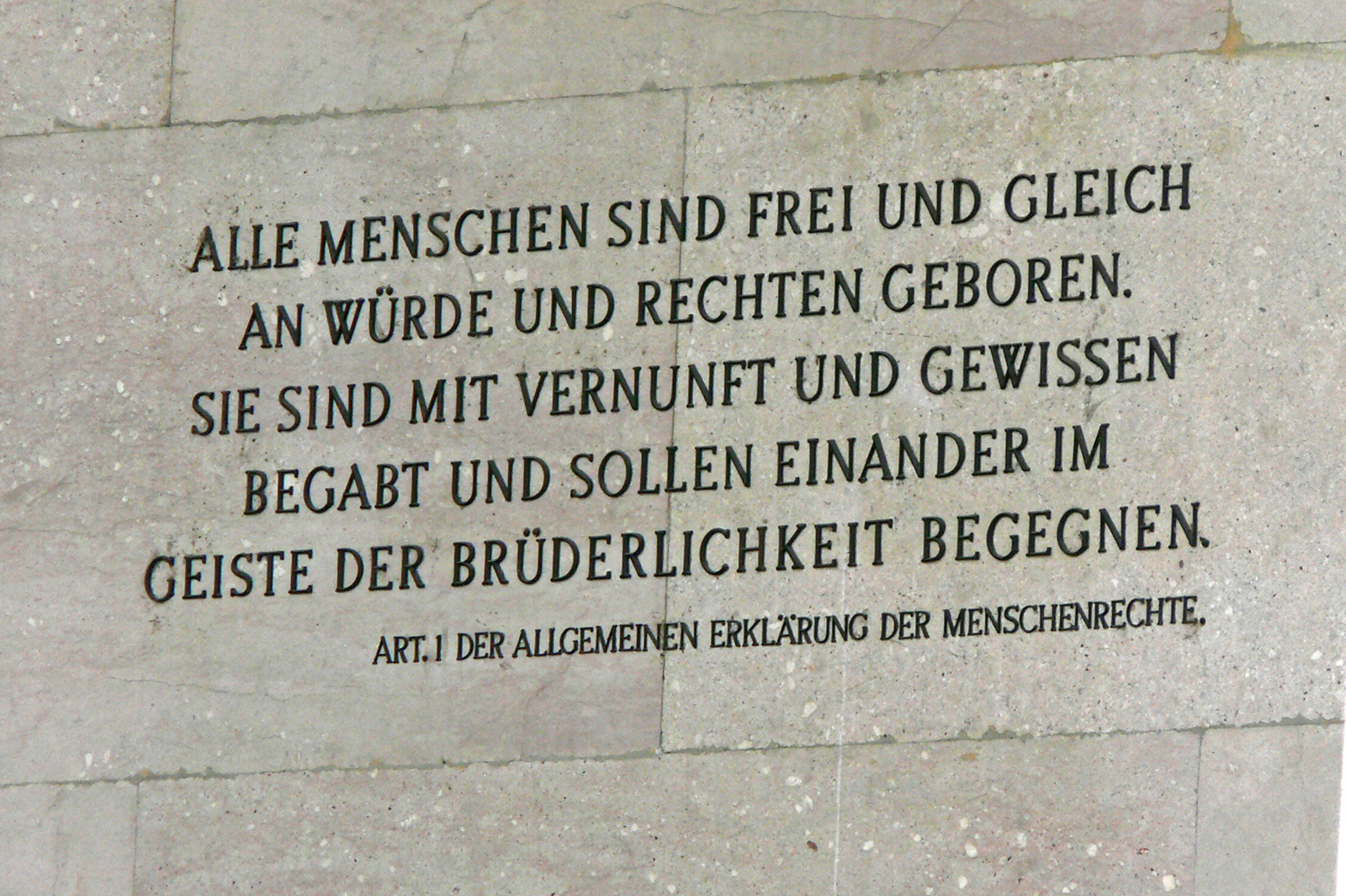
Parlamento di Vienna, il primo articolo della dichiarazione universale dei diritti umani.

La dichiarazione è frutto di una elaborazione secolare, che parte dai primi principi etici classico-europei stabiliti dalla Bill of Rights e dalla dichiarazione d'indipendenza degli Stati Uniti d'America, ma soprattutto dalla dichiarazione dei diritti dell'uomo e del cittadino stesa nel 1789 durante la Rivoluzione francese, i cui elementi di fondo (i diritti civili e politici dell'individuo) sono confluiti in larga misura in questa carta.
Votarono a favore 48 membri su 58. 2 paesi non parteciparono al voto. Nessun paese si dichiarò contrario. Tuttavia, fin dall'inizio del dibattito, emersero diverse criticità. Diversità di storie nazionali, sistemi filosofici ed economici ostacolarono il tentativo di trovare un comune denominatore e l'applicazione della dichiarazione da parte di alcuni Stati. L'approvazione della versione definitiva della dichiarazione vide l'astensione di otto Stati ed incontrò forti riserve da parte di altri Paesi.
Questo documento è la base di molte delle conquiste civili del XX secolo e doveva essere applicato in tutti gli stati membri. Alcuni esperti di diritto hanno sostenuto che questa dichiarazione sia divenuta vincolante come parte del diritto internazionale consuetudinario venendo continuamente citata da oltre 50 anni in tutti i paesi.

### Dibattito
Tra gli astenuti vi fu il Sudafrica. La posizione di questo Stato può essere attribuita al tentativo di proteggere il sistema dell'apartheid, che violava chiaramente diversi articoli della dichiarazione.
Altro Stato ad astenersi fu l'Unione Sovietica. Nel corso del dibattito, durante la Sessione del gennaio 1947, i rappresentanti di Stato discussero delle libertà di parola, riunione, associazione e stampa (futuri articoli 19 e 20). In questa occasione emerse come il sistema sovietico, così come la sua Costituzione di recente approvazione, prevedessero libertà di espressione solo in conformità con gli interessi dei lavoratori e per rafforzare il sistema. Altra criticità era rappresentata dalla libertà di culto (futuro articolo 18); nel sistema socialista, comunità religiose e Chiese erano osteggiate, la dottrina marxista rifiutava la credenza nel soprannaturale.
Scarsamente rappresentato nell'Assemblea fu il mondo arabo musulmano. Solo una parte dei Paesi arabo-musulmani si oppose alla dichiarazione e oggi non mancano intellettuali che affermano l'esigenza di un nuovo islam aperto al dialogo con le altre culture, tuttavia tutti gli Stati membri dell'OCI e del Consiglio islamico d'Europa hanno sviluppato dichiarazioni (tra le quali la Dichiarazione islamica dei diritti dell'uomo) che spesso esprimono posizioni distanti dalla cultura vigente nel mondo occidentale. Il problema sorse principalmente dal fatto che mentre nella Dichiarazione il fondamento del diritto era rappresentato dall'uomo, nel diritto musulmano il solo legittimato a regolare i rapporti tra gli individui era Allah. L'Arabia Saudita non sottoscrisse il documento e fornì delle motivazioni. Il raggiungimento di un accordo sulla dichiarazione nel 1948 fu ostacolato da due fattori: il dissenso su alcuni capisaldi (principio di uguaglianza, libertà di coscienza e di contrarre matrimonio) e la diversa natura dei sistemi di diritto. In particolare, oggetto di dibattito furono l'articolo 16 (che stabiliva la libertà di contrarre matrimonio senza limitazioni religiose) e l'articolo 18 (sulla libertà di culto), entrambi in contrasto con la legge islamica.
Nonostante l'adesione alla dichiarazione della Cina, una delle figure di spicco nel dibattito sui diritti, il filosofo Chung-Shu Lo sosteneva che una completa condivisione dei principi fosse ostacolata dal diverso concetto etico delle relazioni sociali e politiche. I rapporti umani a fondamento della convivenza cinese si basavano sul dovere nei confronti del prossimo piuttosto che sulla rivendicazione di diritti soggettivi. Chung-Shu Lo propose una sua versione della Dichiarazione. Il primo diritto dell’uomo era quello di vivere. In linea con la filosofia confuciana e la dottrina comunista, Chun-Shu Lo affermava che il riconoscimento di un diritto ad un individuo doveva essere bilanciato da un dovere verso la società. L'uomo doveva vivere con un senso di dignità contribuendo al benessere e al progresso della società, e a questo scopo doveva godere di un diritto all'auto-espressione. Il filosofo sosteneva che la vita non dovesse essere solo decorosa ma anche intimamente piacevole; la soddisfazione psicologica determinava una serenità interiore, condizione necessaria per la pace del mondo.
A causa delle controversie emerse dal dibattito, diversi autori considerano la dichiarazione eurocentrica. Sebbene le controversie attorno ad essa siano andate a scemare con il progressivo avanzare, negli anni, della cultura occidentale nel resto del mondo, il dibattito filosofico rimane tutt'oggi acceso. Il filosofo Costanzo Preve sostiene che la pretesa di universalismo delle dichiarazioni sfoci nell'istituzione di una nuova religione dei diritti umani. Con la copertura di questa religione il sistema capitalistico neoliberale giustificherebbe interventi militari finalizzati alla mondializzazione a discapito della sovranità dei popoli e delle nazioni. Similmente, Giacomo Marramao analizza l'articolo 6, che enuncia il diritto al riconoscimento della propria personalità in ogni luogo, indipendentemente dallo Stato territoriale sovrano in cui ci si trova e nota come esso comporti una controversa deterritorializzazione del Diritto. Marramao intravede anche una componente dinamica, di realizzazione storica della dichiarazione, che si esplicita nell'articolo 28: "Ogni individuo ha diritto a un ordine sociale e internazionale nel quale i diritti e le libertà enunciati in questa Dichiarazione possano essere pienamente realizzati". In sinergia con la narrativa basata sulla metafora del costrutto selvaggi-vittime-salvatori su cui la dichiarazione si fonda, questo articolo ne renderebbe il discorso unidirezionale e predeterminato.

### I dueCovenantsdel 1966
Dopo la fine della seconda guerra mondiale ad essa sono poi seguite la Convenzione internazionale sui diritti economici, sociali e culturali e la Convenzione Internazionale sui Diritti Civili e Politici, elaborate dalla Commissione per i Diritti Umani ed entrambe adottate all'unanimità dall'ONU il 16 dicembre 1966.

### Conseguenze europee
Ha costituito l'orizzonte ideale della Carta dei diritti fondamentali dell'Unione europea, confluita poi nel 2004 nella Costituzione europea. Il testo della Costituzione Europea non è mai entrato in vigore per via della sua mancata ratifica da parte di alcuni Stati membri (Francia e Paesi Bassi a seguito della maggioranza dei no al relativo referendum), ma la Dichiarazione in ambito europeo costituisce comunque una fonte di ispirazione della Carta dei diritti fondamentali dell'Unione Europea proclamata per la prima volta a Nizza il 7 dicembre del 2000, ed avente oggi anche pieno valore legale vincolante per i Paesi UE dopo l'entrata in vigore del Trattato di Lisbona il 1º dicembre 2009 Carta dei diritti fondamentali dell'Unione europea quale parte integrante della Costituzione europea. Ha avuto molte conseguenze europee.

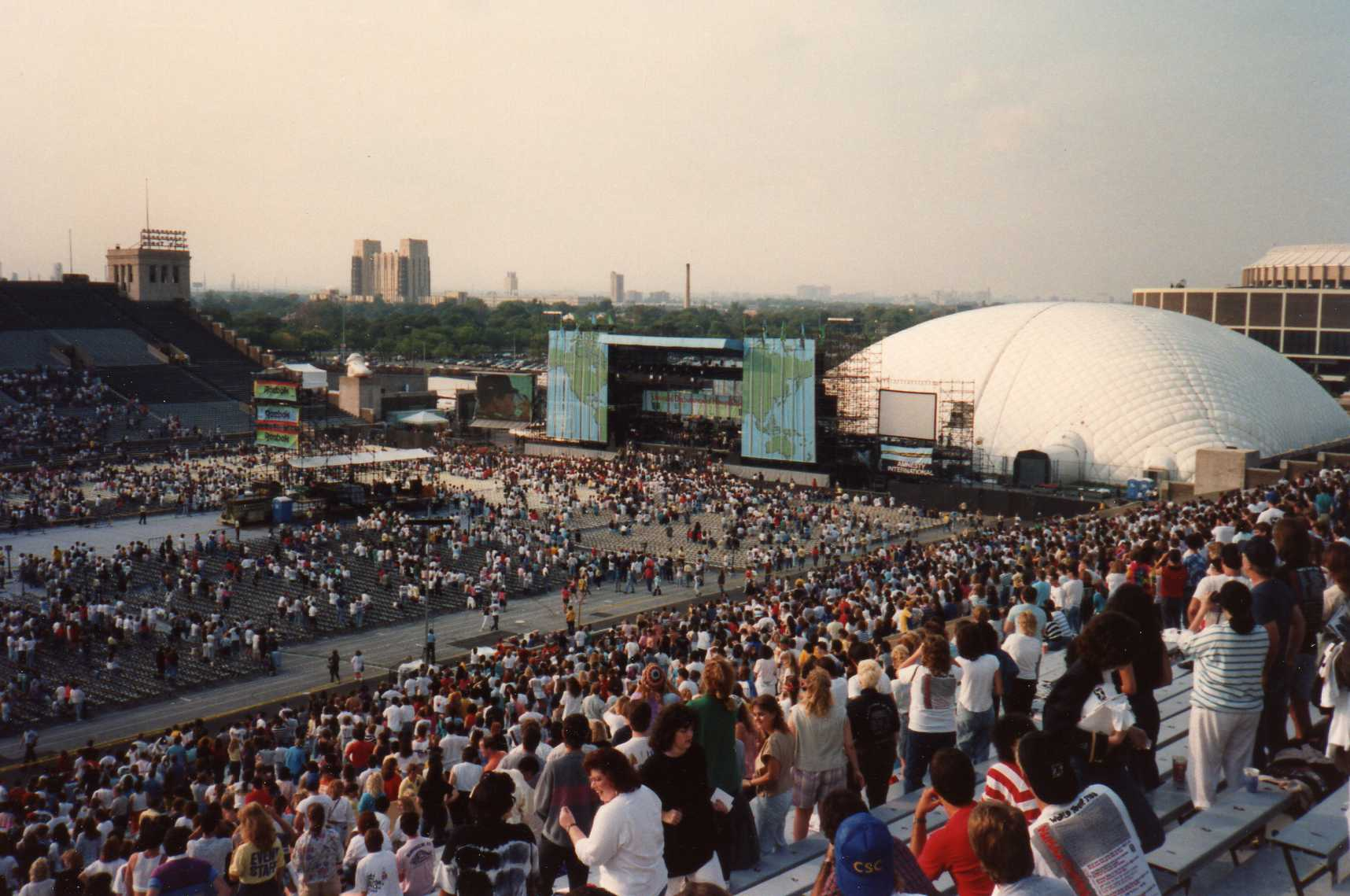
Amnesty International, Human Rights Now!, concerto allo stadio JFK di Filadelfia.

### Descrizione
La Dichiarazione fa parte dei documenti di base delle Nazioni Unite insieme al suo stesso Statuto.
Secondo alcuni paesi membri dell'ONU, la Dichiarazione non è vincolante per i membri dell'organizzazione mentre secondo altri i diritti e le libertà in essa riconosciuti possiedono un valore giuridico autonomo nell'ambito della comunità internazionale e recepiti dalla maggior parte delle nazioni. Questo codice etico di importanza storica fondamentale è stato il primo documento a sancire universalmente (cioè in ogni parte del mondo) i diritti che spettano all'essere umano.
La Dichiarazione è composta da un preambolo e da 30 articoli che sanciscono i diritti individuali, civili, politici, economici, sociali, culturali di ogni persona. I diritti dell'individuo vanno quindi suddivisi in due grandi aree: i diritti civili e politici e i diritti economici, sociali e culturali.
La Dichiarazione può essere suddivisa in 7 argomenti:
1. Il preambolo enuncia le cause storiche e sociali che hanno portato alla necessità della stesura della Dichiarazione;
2. Gli articoli 1-2 stabiliscono i concetti basilari di libertà ed uguaglianza;
3. Gli articoli 3-11 stabiliscono altri diritti individuali;
4. Gli articoli 12-17 stabiliscono i diritti dell'individuo nei confronti della comunità;
5. Gli articoli 18-21 sanciscono le libertà fondamentali (libertà di pensiero, di opinione, di fede religiosa e di coscienza, di parola e di associazione pacifica);
6. Gli articoli 22-27 sanciscono i diritti economici (Libertà dal bisogno, dalla miseria), sociali e culturali;
7. I conclusivi articoli 28-30 definiscono aspetti generali ed ambiti in cui non possono essere applicati, in particolare che non possano essere usati contro i principi ispiratori della dichiarazione stessa.

#### Paesi firmatari
La Dichiarazione universale dei diritti umani venne votata dall'assemblea formata in quel momento da 58 paesi.
- 48 di essi si dichiararono a favore e firmarono il documento: Afghanistan, Argentina, Australia, Belgio, Birmania, Bolivia, Brasile, Canada, Cile, Cina, Colombia, Costa Rica, Cuba, Danimarca, Ecuador, Egitto, El Salvador, Etiopia, Filippine, Francia, Grecia, Guatemala, Haiti, Islanda, India, Iran, Iraq, Libano, Liberia, Lussemburgo, Messico, Paesi Bassi, Nuova Zelanda, Nicaragua, Norvegia, Pakistan, Panama, Paraguay, Perù, Repubblica Dominicana, Siam, Svezia, Siria, Regno Unito, Stati Uniti d'America, Turchia, Uruguay e Venezuela.
- 8 paesi si astennero: Arabia Saudita, RSS Bielorussa,[11] Cecoslovacchia, Jugoslavia, Polonia, Unione Sovietica, Sudafrica e RSS Ucraina.[11]
- 2 paesi non parteciparono al momento del voto: Yemen e Honduras.
- Nessun paese votò contro.[12][13]